# Museo dell'arte della lana
Il Museo dell'Arte della Lana è un museo dedicato alla lana e alla storia della sua lavorazione nel corso dei secoli. È situato a Stia (AR), in Casentino, e ha sede dove un tempo operava l'antico Lanificio di Stia.

## Caratteristiche
È stato inaugurato nell'autunno 2010 dopo tre anni di lavoro di restauro dello stabile, mirabile esempio di archeologia industriale, che fino alla metà del XX secolo costituiva uno dei centri maggiori per la lavorazione della lana in Italia.
Alcuni locali dello stabilimento sono stati adattati a polo museale e a luogo della memoria di una particolare tipologia di lavorazione, quella del panno Casentino, e centro di diffusione della cultura tessile, forte soprattutto in epoca medioevale nell'area di Firenze dove erano presenti potenti corporazioni (vedi Arte della Lana).
Il progetto di restauro è stato finanziato dalla Fondazione Luigi e Simonetta Lombard, cui appartiene l'area, mentre la parte tecnica è stata curata dalla società di ingegneria ed architettura Comes.
Al suo interno si tengono laboratori didattici.

## Itinerario di visita
La visita al polo museale si articola nelle seguenti sezioni:
- Un'arte antica quanto l'uomo
- La natura e le fibre
- L'Arte della lana: la lavorazione artigianale della lana
- Il lanificio di Stia
- La lavorazione industriale della lana